# Molières 2024
La 35e cérémonie des Molières se déroule le 6 mai 2024 aux Folies Bergère. Elle est orchestrée par Caroline Vigneaux et retransmise sur France 2.
Les nommés sont annoncés le 3 avril 2024.
En tête des nominations  : Courgette (7), Le Cercle des poètes disparus (6), Denali (4), Après la répétition/Persona (4) et 4 211 km (4). 

## Palmarès

### Molière du comédien dans un spectacle de théâtre public
- Micha Lescot dans Richard II
  - Charles Berling dans Après la répétition/persona
  - Laurent Lafitte dans Cyrano de Bergerac
  - Roschdy Zem dans Une journée particulière

### Molière du comédien dans un spectacle de théâtre privé
- Vincent Dedienne dans Un chapeau de paille d'Italie
  - Maxime d'Aboville dans Pauvre Bitos - le dîner de têtes
  - Stéphane Freiss dans Le Cercle des poètes disparus
  - Thierry Frémont dans Le repas des fauves

### Molière de la comédienne dans un spectacle de théâtre public
- Vanessa Cailhol dans Courgette
  - Emmanuelle Bercot dans Après la répétition/persona
  - Laetitia Casta dans Une journée particulière
  - Marina Hands dans Le Silence

### Molière de la comédienne dans un spectacle de théâtre privé
- Cristiana Reali dans Un tramway nommé désir
  - Pascale Arbillot dans Interruption
  - Ariane Ascaride dans Gisèle Halimi, une farouche liberté
  - Noémie Lvovsky dans Vidéo club

### Molière du comédien dans un second rôle
- Guillaume Bouchède dans Je m’appelle Asher Lev
  - Lionel Abelanski dans Un tramway nommé désir
  - Florian Choquart dans Courgette
  - Kevin Razy dans Passeport
  - Laurent Stocker dans Cyrano de Bergerac
  - Vincent Viotti dans Courgette

### Molière de la comédienne dans un second rôle
- Jeanne Arènes dans L’effet miroir
  - Cécile Garcia-Fogel dans Richard II
  - Charlotte Matzneff dans Le huitième ciel
  - Alysson Paradis dans Un tramway nommé désir
  - Lola Roskis dans Courgette
  - Josiane Stoléru dans James Brown mettait des bigoudis

### Molière de la révélation masculine
- Ethan Oliel dans Le Cercle des poètes disparus
  - Audran Cattin dans Le Cercle des poètes disparus
  - Martin Karmann dans Je m’appelle Asher Lev
  - Garlan Le Martelot dans Courgette
  - Louis Peres dans Daddy
  - Hey Yuming dans Les Bonnes

### Molière de la révélation féminine
- Olivia Pavlou-Graham dans 4211 km
  - Justine Bachelet dans Après la répétition/persona
  - Nassima Benchicou dans Freud et la femme de chambre
  - Lucie Brunet dans Denali
  - Lila Houel dans Daddy
  - Cléo Sénia dans Music-Hall Colette

### Molière du théâtre public
- 40° Sous zéro de Copi par la compagnie Munstrum Théâtre 
  - Allosaurus [même rue, même cabine] de Jean-Christophe Dollé
  - Courgette de Paméla Ravassard et Garlan Le Martelot
  - Welfare de Julie Deliquet

### Molière du théâtre privé
- 4211 km de et mis en scène par Aïla Navidi
  - Le Cercle des poètes disparus adapté par Gérald Sibleyras
  - Un chapeau de paille d'Italie d'Eugène Labiche
  - Denali de Nicolas Le Bricquir

### Molière de l'auteur francophone vivant
- Rudy Milstein pour C’est pas facile d’être heureux quand on va mal
  - Léonore Confino pour L’effet miroir
  - Julie Deliquet pour Welfare
  - Jean-Christophe Dollé pour Allosaurus [Même rue, même cabine]
  - Aïla Navidi pour 4211 km
  - Yasmina Reza pour James Brown mettait des bigoudis

### Molière du metteur en scène d'un spectacle de théâtre public
- Louis Arene pour 40° sous zéro
  - Christophe Rauck pour Richard II
  - Pamela Ravassard pour Courgette
  - Ivo van Hove pour Après la répétition/persona

### Molière du metteur en scène d'un spectacle de théâtre privé
- Olivier Solivérès pour Le Cercle des poètes disparus
  - Aïla Navidi pour 4211 km
  - Alain Françon pour Un chapeau de paille d'Italie
  - Nicolas Le Bricquir pour Denali

### Molière de la comédie
- C’est pas facile d’être heureux quand on va mal de Rudy Milstein
  - Ferme bien ta gueule de Julien Ratel
  - Mondial Placard de Côme de Bellescize
  - Vidéo Club de Sébastien Thiéry

### Molière du spectacle musical
- Spamalot, mise en scène Pierre-François Martin-Laval
  - Mamma Mia !, mise en scène de Phyllida Lloyd
  - Molière, le spectacle musical, mise en scène de Ladislas Chollat
  - L'Opéra de quat'sous, mise en scène de Thomas Ostermeier

### Molière de l'humour
- Sophia Aram dans Le Monde d’après[3]
  - Élodie Poux dans Le syndrome du papillon
  - Fabrice Éboué dans Adieu Hier
  - Pablo Mira dans Passé simple

### Molière seul(e) en scène
- Va aimer ! de et avec Eva Rami
  - Le consentement de Vanessa Springora avec Ludivine Sagnier
  - La douleur de Marguerite Duras avec Dominique Blanc
  - Kessel, la liberté à tout prix de Mathieu Rannou avec Franck Desmedt

### Molière du jeune public
- Neige de Pauline Bureau
  - Les aventures de Pinocchio de Olivier Solivérès
  - Denver, le dernier dinosaure d’Arthur Jugnot et Guillaume Bouchède
  - Icare de Guillaume Barbot

### Molière de la création visuelleet sonore
- Neige, scénographie et décors Emmanuelle Roy, costumes Alice Touvet, lumière Jean-Luc Chanonat
  - 40° sous zéro, scénographie Louis Arene, costumes Christian Lacroix, lumière François Menou
  - Le Cercle des poètes disparus, costumes Chouchane Abello-Tcherpachian, décors Jean-Michel Adam, lumière Denis Koransky
  - Denali, scénographie Juliette Desproges, lumière Maxime Moro

### Molière d'honneur
- Francis Huster